# Oscar Pereira da Silva (farmacêutico)
Oscar Pereira da Silva (Vassouras, 6 de março de 1858 – Rio de Janeiro, 8 de abril de 1915) foi um farmacêutico brasileiro.
Graduado em farmácia pela Faculdade de Medicina do Rio de Janeiro, em 1883. Foi eleito membro da Academia Nacional de Medicina em 1901, ocupando a Cadeira 99, que tem Oscar Frederico de Souza como patrono.